# Magnozaur
Magnozaur (Magnosaurus) – rodzaj teropoda z grupy megalozauroidów żyjącego w środkowej jurze na obecnych terenach Europy.
Gatunkiem typowym rodzaju jest Magnosaurus nethercombensis, opisany w 1923 roku przez Friedricha von Huenego na podstawie skamieniałości znajdujących się w kolekcji Jamesa Parkera w Oksfordzie, pochodzących z Nethercombe. Gatunek ten został zaklasyfikowany do rodzaju Megalosaurus jako stosunkowo prymitywny jego przedstawiciel. W 1932 roku von Huene utworzył dla niego nową nazwę rodzajowa Magnosaurus. Większość autorów wspierała rodzajową odrębność magnozaura i megalozaura, chociaż Michael Waldman w 1974 roku stwierdził, że przeniesienie gatunku M. nethercombensis do odrębnego rodzaju było nieuprawnione, chociaż uważał, że nie ma wątpliwości, iż oba te teropody należą do różnych gatunków. W 2003 roku Oliver Rauhut uznał z kolei nazwę Magnosaurus za starszy synonim rodzaju Eustreptospondylus, jednak późniejsi autorzy nie uznali tej propozycji. W 2010 roku Roger B.J. Benson wyszczególnił jedną potencjalną autapomorfię M. nethercombensis, która potwierdzałaby jego status jako ważnego gatunku. Różni się on również od pozostałych środkowojurajskich europejskich teropodów. W analizie kladystycznej przeprowadzonej przez Bensona (2010) magnozaur znajduje się w politomii z eustreptospondylem oraz kladem obejmującym wszystkie pozostałe megalozaury, co potwierdza wcześniejsze hipotezy o jego przynależności do Megalosauridae. W 1932 roku von Huene do rodzaju Magnosaurus zaliczył znany z jednego zęba gatunek M. lydekkeri. Ząb ten nie ma jednak cech diagnostycznych, dlatego jest on przez większość autorów uznawany za nomen dubium, a jego zaliczenie do Magnosaurus nie jest uprawnione.
Magnozaur był stosunkowo niewielkim przedstawicielem Megalosauridae – kość piszczelowa OUMNH J.12143/2 mierzy 49 cm długości i jest porównywalna z piszczelami piatnickizaura, u którego mierzą one 49–51,5 cm (okazy MACN CH 895 i PVL 4073), co sugeruje, że oba te teropody osiągały zbliżone rozmiary. Staw biodrowy magnozaura znajdował się na wysokości około 1 m nad ziemią. Masę piatnickizaura oszacowano na 504 kg (choć szacunki przeprowadzone inną metodą mogą dawać wyższe rezultaty), a magnozaur miał prawdopodobnie zbliżoną masę ciała.
Magnosaurus żył we wczesnym bajosie, a jego szczątki są najstarszymi skamieniałościami należącymi z pewnością do przedstawiciela grupy tetanurów (Tetanurae), choć starszy może być prawdopodobny terizinozauroid Eshanosaurus z Chin – Benson stwierdza jednak, że aby uznać go za starszego od magnozaura potrzebne jest potwierdzenie, że osady, z których wydobyto szczątki eszanozaura, pochodzą z wczesnej jury.